# A Kaptár
A Kaptár (eredeti cím: Resident Evil) 2002-ben bemutatott horrorfilm, melynek rendezője és forgatókönyvírója Paul W. S. Anderson. A főbb szerepekben Milla Jovovich, Michelle Rodriguez, Eric Mabius és James Purefoy látható. A film néhány elemét a hasonló című videójáték-sorozat, a Resident Evil első és második részéből kölcsönözte.
2017-ig öt folytatása készült el: A Kaptár 2. – Apokalipszis (2004), A Kaptár 3. – Teljes pusztulás (2007), A Kaptár – Túlvilág (2010), A Kaptár – Megtorlás (2012) és A Kaptár – Utolsó fejezet (2017). 2021-ben készült a sorozat rebootja A kaptár – Raccoon City visszavár címmel, teljesen új történettel és szereplőgárdával.
Magyarországon a mozik után DVD-n is kiadták a filmet. Többször sugározta az RTL Klub, a TV2 illetve a cégcsoportjukhoz tartozó filmcsatornák is.

## Cselekmény
Létezik Amerikában egy Védernyő Vállalat (Umbrella Corporation) nevű szervezet, mely hatósági kontroll nélküli, titkos biológiai kísérleteket végez egy föld alatti létesítményben, a Kaptárban (The Hive). A tudósok egyike  tolószékbe kényszerült lánya számára nemhivatalos keretek között egy erősen mutagén vírust fejleszt, melytől reményei szerint a lány erősebb lesz és újra járni tud majd. A vírus rendkívül erős genom-átíró képességét szimbolizálandó a Zsarnok-vírus (Tyrant -virus) azaz a T-vírus nevet kapja. A vírus kifejlesztése  a Védernyő Vállalat tudomására jut, és felismervén a benne rejlő lehetőségeket elkobozzák  és kísérletekbe kezdenek vele a Kaptárban. Hamar kiderül, hogy a megfelelő ellenszérum nélkül a mellékhatások borzalmasak.
A vírus egy eltulajdonítási kísérlet során szétterjed a Kaptárban és minden ott dolgozót megfertőz. A létesítmény védelmét és teljesen automatizált kontrollját ellátó, Vörös Királynő (Red Queen) névre keresztelt mesterséges intelligencia - észlelve a vírus elszabadulását és a kontrollálhatatlan bioveszélyt -, a protokollnak megfelelően  lezárja a Kaptárt és megöl minden ott dolgozót. A Védernyő Vállalat tudomást szerez a Kaptárban történtekről, azonban az eseményeket az M.I. meghibásodásának vélik, ezért egy erre felkészített speciális alakulatot küldenek a Kaptárba a rendszer újraindítása és az esetleges túlélők felkutatása végett. A Kaptár föld feletti bejárata egy álcázott magánháznál található, amit a Védernyő Vállalat két ügynöke - Alice és Spencer - őriz, akik a megérkező kommandó tagjaival együtt indulnak a létesítmény mélyére. Az áramellátás kiiktatása után kellemetlen meglepetés vár a behatolókra, szembesülniük kell a T-vírus halottnak hitt  dolgozókra gyakorolt brutális mellékhatásával: agresszív és rendkívül fertőző élőholtakká - gyakorlatilag zombivá - változtatta az egykori személyzetet. A csapatnak mindössze egy órája van, hogy újraindítsa a védelmi rendszert és elhagyja a Kaptárt, mert utána az ajtók örökre bezárulnak...

## Szereplők
| Színész            | Szerep                    | Magyar hang     |
| ------------------ | ------------------------- | --------------- |
| Milla Jovovich     | Alice/Janus Prospero      | Détár Enikő     |
| Michelle Rodriguez | Rain Ocampo               | Murányi Tünde   |
| Eric Mabius        | Matt Addison              | Viczián Ottó    |
| James Purefoy      | Spencer Parks             | Rékasi Károly   |
| Martin Crewes      | Chad Kaplan               | Hujber Ferenc   |
| Colin Salmon       | James "One" Shade         | Galambos Péter  |
| Ryan McCluskey     | Mr. Grey                  | Bodrogi Attila  |
| Indra Ové          | Ms. Black                 | Szőlőskei Tímea |
| Oscar Pearce       | Mr. Red                   |                 |
| Michaela Dicker    | Vörös Királynő            | Csifó Dorina    |
| Jason Isaacs       | névtelen orvos / narrátor | Vass Gábor      |

## Fogadtatás
A filmet 2528 moziban mutatták be, ahol a nyitó hétvégén sikeresnek bizonyult, 17 707 106 dollár bevételt szerzett. Összesen 40 119 709 dollárt hozott Amerikában, 102 441 078 dollárt világszerte.
2003-2004-ben a filmet négy díjra jelölték, Szaturnusz-díjra Milla Jovovichot a legjobb színésznő ill. a filmet a legjobb horrorfilm kategóriában, valamint a German Camera Award és Golden Trailer Awards díjakra.